# Emulze
Emulze je heterogenní směs dvou kapalin, které se vzájemně samovolně nesměšují. Obvykle jde o kapaliny s různou hustotou a polaritou. Emulze je tvořena disperzním prostředím a dispergovanou (rozptýlenou) látkou. Dispergovaná látka je v disperzním prostředí obvykle ve formě malých kapiček. Velikost kapiček závisí na stupni homogenizace a na povaze jednotlivých kapalin. Emulze mají velký význam v průmyslu.

## Vytváření emulzí
Tvorba emulzí se nazývá emulgace (někdy též emulzifikace). Při smíšení dvou kapalin (často např. olej a voda), ze kterých se má vytvořit emulze, dojde k rozdělení obou složek do jednotlivých vrstev. Olej má menší hustotu než voda a tak olej plave na vodě a fázové rozhraní mezi kapalinami je malé. Při emulgaci dochází k silovému působení na fázové rozhraní a vytvářením malých kapiček oleje ve vodě se zvětšuje povrch olejové fáze. Jelikož je olej nepolární a voda polární (olej je hydrofobní = odpuzuje vodu), tak jsou tyto kuličky oleje velmi nestálé a mají tendenci se shlukovat do větších celků, až dojde opět k vytvoření původní plovoucí vrstvy oleje.
Aby bylo možné vytvořit emulzi, je potřeba působit určitou silou, která umožní rozptýlení jedné kapaliny ve druhé. To je možné provést např. různě intenzivním mícháním.
K zajištění stálosti emulze, tj. aby se nerozpadala na dvě vrstvy jako tomu bylo na začátku, je třeba přidat další složku, která stabilizuje rozptýlené částice v emulzi. Takovým látkám se říká emulgátory.

### Emulgátory
Emulgátor je specifická molekula, která má jeden svůj konec hydrofilní a druhý hydrofobní, zabraňuje opětovnému shlukování tukových kuliček tím, že se naváže na fázové rozhraní olej-voda (hydrofilní částí molekuly směrem k vodě a hydrofobní částí směrem k oleji). Tím emulgátor zamezí styku jednotlivých olejových kapiček a emulze je tak více stabilizovaná než bez přítomnosti emulgátoru. V potravinách jsou tyto látky označovány názvem stabilizátory.

## Oddělování složek z emulze
V laboratorní praxi oddělování nejčastěji probíhá v dělicí nálevce. Směs se po čase rozdělí na jednotlivé složky, které lze od sebe oddělit otevřením uzávěru dělicí nálevky a jakmile kapalina odteče, závěr se opět uzavře.
Tento způsob oddělování však není pro průmyslové využití ideální a vůbec ne ekonomicky výhodný, proto se používá účinnější rozdělení využitím odstředivé síly v odstředivkách.
Rozdělování emulze se využívá např. při separaci tuku ze syrového mléka.

## Typy emulzí
Emulze lze rozdělit podle polarity disperzního prostředí a dispergované látky:
- emulze olej ve vodě (o/v)
- emulze voda v oleji (v/o)

Emulze (o/v) je emulze prvního druhu, kde je méně polární kapalina v kapalině polárnější. Mezi tyto emulze se může řadit např. mléko, smetana

Emulze (v/o) je emulze druhého druhu, též také obrácená emulze. Do tohoto typu lze zařadit např. máslo, margarín